# Georges Villeneuve
Pour l’article homonyme, voir Villeneuve.
Georges Villeneuve (né le 20 février 1922 à Saint-Prime et mort le 17 février 2020 à Dolbeau-Mistassini) est un notaire et homme politique fédéral et municipal du Québec.

## Biographie
Né à Saint-Prime dans la région du Saguenay–Lac-Saint-Jean, Georges Villeneuve étudia dans son village natal, au Séminaire de Chicoutimi et ensuite au Séminaire de Nicolet, ainsi qu'à l'Université Laval de Québec. Devenu apte à pratiquer le notariat en 1949, il partit pratiquer à Mistassini. Il servit également comme maire de cette municipalité de 1961 à 1968.
Sur la scène fédérale, il devint député du Parti libéral du Canada dans la circonscription fédérale de Roberval en 1953. Réélu en 1957, il fut défait par le progressiste-conservateur Jean-Noël Tremblay en 1958 et par le créditiste Charles-Arthur Gauthier en 1962 et en 1963.